# Корнальба
Корнальба (итал. Cornalba) — коммуна в Италии, располагается в регионе Ломбардия, в провинции Бергамо.
Население составляет 286 человек (2008 г.), плотность населения составляет 32 чел./км². Занимает площадь 9 км². Почтовый индекс — 24017. Телефонный код — 0345.
Покровителями коммуны почитаются святые апостолы Пётр и Павел, празднование 29 июня.

## Демография
Динамика населения:

## Города-побратимы
- Сент-Илер-де-Бран, Франция

## Администрация коммуны
- Официальный сайт: